# Amt Petersberg
Das Amt Petersberg war eine territoriale Verwaltungseinheit, die ursprünglich zum Kurfürstentum Sachsen gehörte. 1697 kam das Amt durch Verkauf an Brandenburg-Preußen und wurde dem Saalkreis im Herzogtum Magdeburg angegliedert.
Bis zur Abtretung an das Königreich Westphalen 1807 bildete es als Amt den räumlichen Bezugspunkt für die Einforderung landesherrlicher Abgaben und Frondienste, für Polizei, Rechtsprechung und Heeresfolge.

## Geographische Ausdehnung
Das kleine Amt Petersberg bestand aus einem Gebiet um den Petersberg, der Exklave Spröda im kursächsischen Amt Delitzsch und einigen Freihöfen im kursächsischen Amt Zörbig sowie dem Gut Stichelsdorf. Umgeben war es von Orten des zum kursächsischen Amt Delitzsch gehörigen Ritterguts Ostrau und Orten des zum Erzstift bzw. späteren Herzogtum Magdeburg gehörigen Saalkreises.

## Geschichte

### Das Kloster Petersberg
Das Augustiner-Chorherrenstift Petersberg wurde 1124 durch die Brüder Graf Dedo IV. von Wettin und dem Markgrafen Konrad von Meißen (* um 1098; † 1157) auf dem Petersberg in unmittelbarer Nähe der Burg Wettin gegründet. Es wurde von 1124 bis 1142 als Hauskloster und Grablege der Adelsfamilie der Wettiner erbaut.
Bei der Teilung des wettinischen Besitzes im Jahr 1156 kamen die Burg Wettin und das Kloster Petersberg zu unterschiedlichen Besitzern. Wettin ging an die Grafschaft Wettin unter Heinrich I. und nach deren Aussterben 1217 als Erbe an die Grafen von Brehna. Otto IV. von Brehna verkaufte Burg und Grafschaft am 14. November 1288 an den Erzbischof von Magdeburg. Sie wurde in ein erzbischöfliches Amt umgewandelt. Mit dem Bistum Magdeburg fiel sie 1541 an das Kurfürstentum Brandenburg, dem im Westfälischen Frieden von 1648 das Territorium des Erzstifts Magdeburg, d. h. der weltliche Besitz des Erzbischofs von Magdeburg, als erbliches Herzogtum Magdeburg zugesprochen wurde.
Das Kloster Petersberg hingegen verblieb 1156 bei der Markgrafschaft Meißen. Markgraf Konrad von Meißen trat nach der Niederlegung seiner Ämter und der Teilung seines Erbes im Jahr 1156 als Laienbruder in sein Hauskloster auf dem Petersberg ein, wodurch das Gebiet um das Kloster unter die Herrschaft seines Sohnes Otto kam. Durch die 1423 erfolgte Erhebung der Markgrafschaft Meißen zum Kurfürstentum Sachsen gehörte das Kloster Petersberg seitdem zu diesem. Bei der Leipziger Teilung von 1485 kam es an das albertinische Herzogtum Sachsen.

### Sächsisches Amt Petersberg
Im Zuge der Einführung der Reformation erfolgte im Jahr 1538/40 die Säkularisation des klösterlichen Besitzes. Der Landesherr Herzog Georg von Sachsen setzte einen Pächter für die Verwaltung der klösterlichen Güter ein und wandelte den Besitz in ein landesherrliches Amt um. Direkte Untertanendörfer waren Nehlitz und das als Exklave im kursächsischen Amt Delitzsch liegende Spröda östlich von Delitzsch. Zum Kirchspiel Petersberg gehörten insgesamt 82 Höfe in acht umliegenden Orte, von denen die vier Orte Nehlitz (Amtsort), Drehlitz, Frößnitz und Westewitz zum Kurfürstentum Sachsen, die vier Orte Wallwitz, Trebitz, Merkewitz und Dachritz zum Erzstift Magdeburg gehörten.
Durch den Schmalkaldischen Krieg und der Wittenberger Kapitulation im Jahr 1547 wurde das albertinische Herzogtum Sachsen zum Kurfürstentum Sachsen erhoben, wodurch das Amt Petersberg die nächsten 150 Jahre ein kurfürstlich-sächsisches Amt war. Durch einen Blitzeinschlag und den darauf folgenden Brand wurde die Stiftskirche im Jahr 1565 zerstört und erst im 19. Jahrhundert wieder fast originalgetreu aufgebaut.

### Preußisches Amt Petersberg
Zur Zeit des Dreißigjährigen Kriegs (1618 bis 1648) lag das Amt Petersberg am nordwestlichen Rand des Kurfürstentums Sachsen. Es war umgeben von verstreut liegenden Orten des Ritterguts Ostrau, die zum kursächsischen Amt Delitzsch gehörten, von diesem aber territorial getrennt lagen. Weiterhin grenzten im Nordosten und Süden Orte des zum Erzstift Magdeburg gehörigen Saalkreises an. Da das Erzbistum Magdeburg im Westfälischen Frieden von 1648 als erbliches Herzogtum Magdeburg dem Kurfürstentum Brandenburg zugesprochen wurde, grenzte das kursächsische Amt Petersberg nach Inkrafttreten dieser Bestimmung im Jahre 1680 an Brandenburg-Preußen. Friedrich I., König von Preußen und Kurfürst von Brandenburg, sah in der neuen territorialen Gegebenheit eine Gelegenheit der Abrundung seines Herrschaftsbereichs.
Da der sächsische Kurfürst August der Starke (* 1670; † 1733) zur gleichen Zeit Geld zur Finanzierung seiner Polen-Politik benötigte, verkaufte dieser im Jahr 1697 das Amt Petersberg mit der historischen Grablege seiner Vorfahren für 40 000 Taler an Kurfürst Friedrich III. Der sächsische Kommissar übergab im darauf folgenden Jahr das Amt mit den amtseigenen Dörfern Petersberg, Nehlitz und der Exklave Spröda an die brandenburgischen Kommissare. Spröda wurde dadurch eine brandenburgische Exklave im kursächsischen Amt Delitzsch, im Gegenzug wurden die beim kursächsischen Amt Delitzsch gebliebenen Orte Frößnitz und Westewitz kursächsische Exklaven im brandenburgischen Saalkreis. Die bei Kursachsen verbliebenen Dörfer Frößnitz, Westewitz und Drehlitz blieben dem Amt Petersberg jedoch zinsverpflichtet. Das zum Amt Petersberg gehörige Gut Stichelsdorf wurde mit der 1698 erfolgten Gründung der Franckeschen Stiftungen in Glaucha bei Halle (Saale) den Stiftungen zur Selbstversorgung ihrer Zöglinge mit Lebensmitteln überlassen.
Innerhalb von Brandenburg-Preußen wurde das Amt Petersberg dem Saalkreis im Herzogtum Magdeburg angegliedert. Dadurch wurde der 250 Meter hohe Petersberg die höchste Erhebung des Herzogtums Magdeburg. Das Amt Petersberg wurde das siebente und letzte Amt im preußischen Saalkreis. Es umfasste neben den drei Dörfern Petersberg, Nehlitz und der Exklave Spröda noch zwei Vorwerke, fünf Höfe, zwei Windmühlen, den Gasthof Rotes Haus sowie den Gasthof am Amt selbst. Dazu kam die Försterei im Osten des Petersberges und weiterer Wald- und Landbesitz. Als Schatullamt war das Amt Petersberg nun der brandenburg-preußischen Regierung und Kammer unterstellt. Die Amtsuntertanen bezahlten ihre Steuern direkt an das Amt. Ihrem neuen Landesherren leisteten die Amtsuntertanen am 5. Mai 1699 den Huldigungseid, 1701 wurde dieser König von Preußen.
1726 wurde das Amtshaus an den Fuß des Berges verlegt. 1737 erfolgte die Ansiedlung der Schäferei und der Bau von Beamtenwohnungen auf dem Amtsgelände. Für weitere Wohnbauten benutzte man Steine der Klosterruinen, sodass auf dem Berg nur die Pfarrei und das Schulhaus unversehrt blieben. Um 1800 bestand das preußische Amt Petersberg aus den Orten Nehlitz und Petersberg im Herzogtum Magdeburg, der Exklave Spröda im kursächsischen Amt Delitzsch sowie einigen Freihöfen in den Orten Werben, Schrenz und Löbersdorf im kursächsischen Amt Zörbig.

### Auflösung des Amts Petersberg
Preußen verlor 1807 im Frieden von Tilsit etwa die Hälfte seines Territoriums, darunter auch alle westlich der Elbe gelegenen Gebiete. Das Amt Petersberg als Teil des Saalkreises wurde nun dem Distrikt Halle im Departement der Saale des Königreichs Westphalen unter Napoléons Bruder Jérôme zugeordnet. Dabei kam es zum Kanton Löbejün, nur die Exklave Spröda wurde dem Kanton Oppin zugeteilt.
Nach der Niederlage Napoléons und dem Ende des Königreichs Westphalen im Jahr 1813 nahm der preußische König mit seinen „alten Provinzen“ auch den Saalkreis wieder in Besitz. 1815 wurde aus diesem „Altbesitz“ aus der Zeit vor 1807 und den durch den Wiener Kongress erworbenen königlich-sächsischen Gebieten die Provinz Sachsen gebildet. Als deren untere Verwaltungsbehörde entstand zum 1. Oktober 1816 der Saalkreis im Regierungsbezirk Merseburg neu. Zu diesem gehörten Petersberg und Nehlitz, während Spröda mit seinem Umland dem neu entstandenen Kreis Delitzsch zugeordnet wurde.

## Amtmänner in preußischer Zeit
- Amtsschösser Trentzsch (letzter sächsischer und erster brandenburgischer Amtsmann)
- Joachim Braun
- Constantin Lenz (verlegte das Amt 1726 an den Fuß des Petersberges)
- Gottlieb Märcker (1734)
- Johanna Sibylle Märcker (Witwe von Gottlieb Märcker, nachweisbar 1736..55)

## Zugehörige Orte
Amtsdörfer
- Petersberg
- Nehlitz
- Spröda (Exklave im kursächsischen Amt Delitzsch)

Zinsverpflichtete Dörfer, die zum kursächsischen Amt Delitzsch gehörten
- Drehlitz
- Frößnitz
- Westewitz

Weiterer Besitz
- Kloster Petersberg
- Freihöfe in Schrenz, Werben und Löbersdorf (im kursächsischen Amt Zörbig)
- Freihöfe in Stichelsdorf[7] (bis 1698)
- zwei Vorwerke
- fünf Höfe
- zwei Windmühlen
- Gasthof Rotes Haus, Gasthof am Amt

Dörfer des Kirchspiels Petersberg
- Nehlitz (Amtsdorf, ursprünglich kursächsisch)
- Drehlitz (kursächsisch)
- Frößnitz (kursächsisch)
- Westewitz (kursächsisch)
- Dachritz (erzstiftlich-magdeburgisch)
- Merkewitz (erzstiftlich-magdeburgisch)
- Trebitz (erzstiftlich-magdeburgisch)
- Wallwitz (erzstiftlich-magdeburgisch)